# Ricquebourg
Ricquebourg ist eine französische Gemeinde mit 293 Einwohnern (Stand: 1. Januar 2022) im Département Oise in der Region Hauts-de-France (vor 2016 Picardie). Sie gehört zum Arrondissement Compiègne und zum Kanton Estrées-Saint-Denis.

## Geographie
Die Gemeinde Ricquebourg liegt am Oberlauf des Matz, etwa 23 Kilometer nordnordwestlich von Compiègne. Umgeben wird Ricquebourg von den Nachbargemeinden Biermont im Nordwesten und Norden, Laberlière im Norden, Gury im Nordosten, Mareuil-la-Motte im Osten und Südosten, La Neuville-sur-Ressons im Süden sowie Orvillers-Sorel im Westen und Nordwesten. Durch die Gemeinde führen parallel die Autoroute A1 und die Eisenbahn-Hochgeschwindigkeitsstrecke LGV Nord.

## Bevölkerungsentwicklung
| Jahr                       | 1962 | 1968 | 1975 | 1982 | 1990 | 1999 | 2011 | 2021 |
| Einwohner                  | 174  | 181  | 165  | 178  | 180  | 178  | 242  | 295  |
| Quellen: Cassini und INSEE |      |      |      |      |      |      |      |      |

## Sehenswürdigkeiten

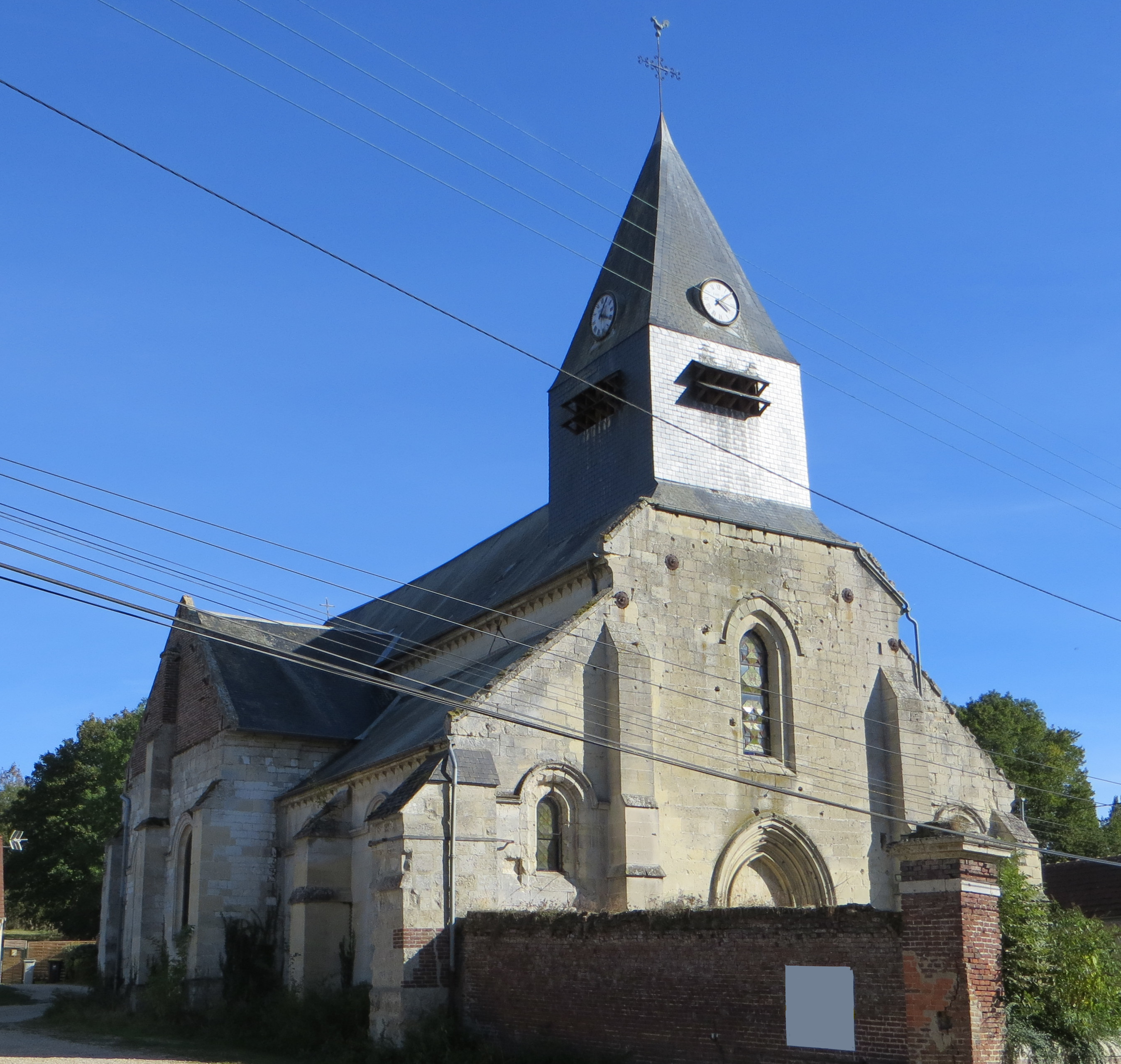
Kirche Notre-Dame
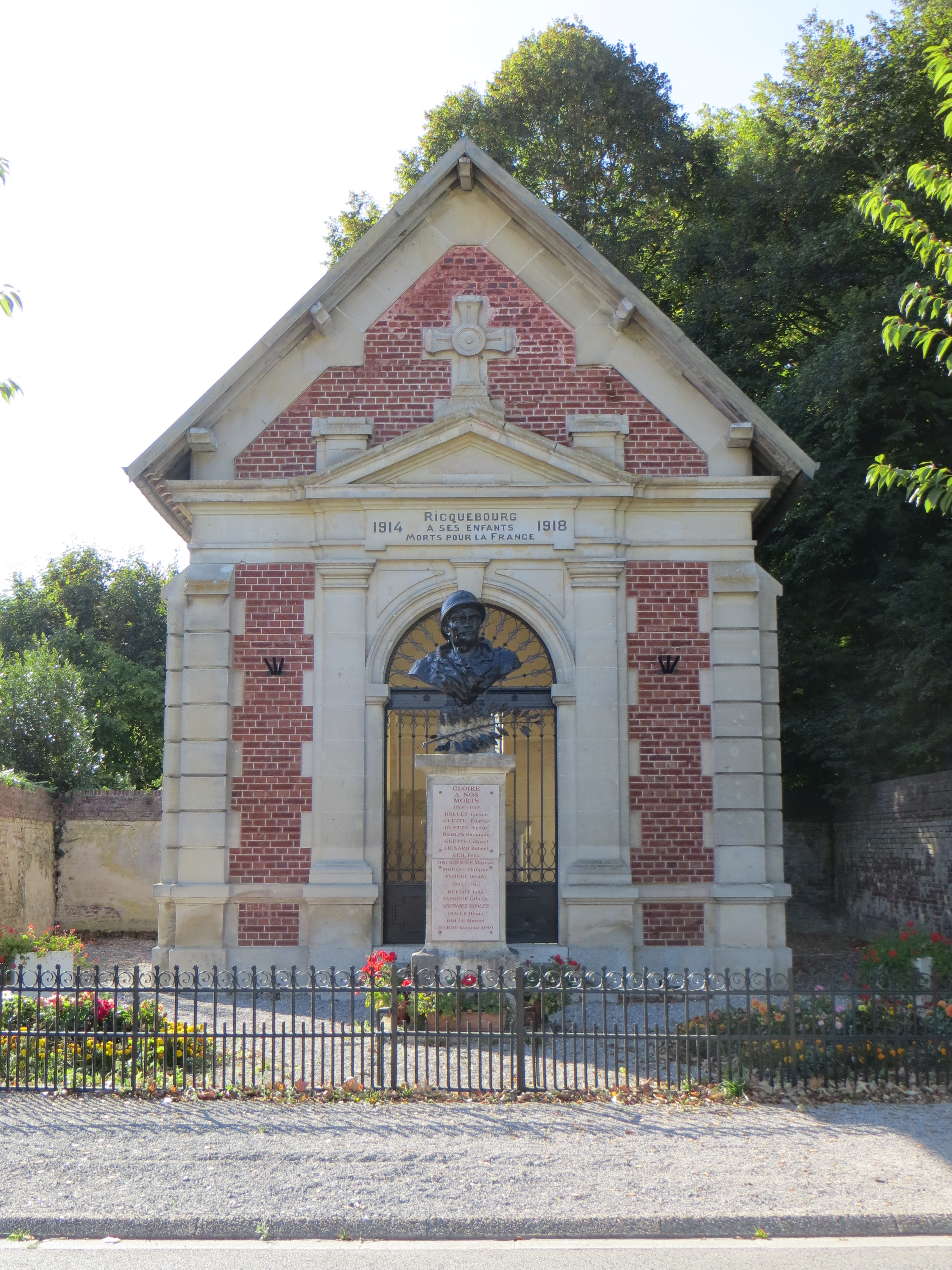
Schloss

- Kirche Notre-Dame
- Kapelle und Mahnmal für die Gefallenen für Frankreich